# Shehong
Shehong (射洪 ; pinyin : Shèhóng) est une ville-district de la province du Sichuan en Chine. Il est placé sous la juridiction de la ville-préfecture de Suining.

## Démographie
La population du district était de 1 036 415 habitants en 1999.